# North Carolina Fusion U-23
North Carolina Fusion U-23 (früher unter dem Namen Carolina Dynamo bekannt) ist eine U-23-Mannschaft US-amerikanische Fußballmannschaft des Sportklubs North Carolina Fusion. Seinen Sitz hat die Mannschaft in Greensboro, North Carolina.

## Geschichte

### Anfänge
Gegründet wurde die Mannschaft ursprünglich noch als Fußballklub Greensboro Dynamo im Jahr 1993. Als dieser starte man in der Saison 1993 auch in den Spielbetrieb der USISL und wurde dort gleich erster der Regular Season in der Atlantic Division und gewann auch die Playoffs. Auch die zweite Saison beendete man mit einem ersten Platz in der Regular Season und holte sich wieder im Finale den Titel. In der Saison 1995 nahm man dann an der USISL Professional League teil, wo man jedoch nur auf dem letzten Platz landete. Zur Saison 1996 ging man dann in die neue USISL Select League über, in welcher man nun unter dem Namen California Dynamo spielte. Hier trat man nun in der South Atlantic Division an und holte sich nach der Regular Season hier wieder einmal den ersten Platz. In den Playoffs unterlag man dann aber nach drei Partien den Hampton Roads Mariners.

### 2000er und 2010er Jahre
Zur Saison 1997 wechselte man nun in die aus der Fusion der Select League entstandene USISL A-League, wo man hinter den Hershey Wildcats Zweiter in der Atlantic Division wurde. In den Playoffs konnte man sich dann in der Eastern Conference gegen die Long Island Rough Riders durchsetzen und traf so im Finale auf Milwaukee Rampage, gegen welche man jedoch am Ende nach Elfmeterschießen mit 0:3 unterlag. Für die Saison 1998 legte man schließlich dann aber eine Pause ein, um zur Saison 1999 dann in die nun USISL D-3 Pro League heißende Liga zurückzukehren. Über die kommenden Jahre spielte man hier dann erst in der Atlantic, dann ab 2000 in der Southern Region und schaffte es hier zumindest drei Mal in das Conference Halbfinale. Im Jahr der USL Pro Soccer League, also der Saison 2003, wurde man seit langem einmal wieder erster in der Regular Season und erreichte so zumindest die Finals der Region.
Zur Saison 2004 wechselte man erneut, diesmal in die USL PDL, wo man auch bis heute (unter dem Namen USL League Two) spielt. In der Debütsaison hier sicherte man sich auch direkt wieder den ersten Platz in der nun Mid Atlantic Division heißenden Gruppe und stach so in die Playoffs vor. Erst im nationalen Halbfinale war dann gegen Central Florida Kraze Schluss. In der Folgesaison reichte es dann für den zweiten Platz, jedoch gab man durch einen Verzicht den Platz für die Playoffs an Raleigh CASL Elite weiter. In der Spielzeit 2006 wurde man dann wieder Erster und nahm so einen Platz in den Playoffs ein, wo man dann aber gegen die Bradenton Academics direkt nach Overtime mit 0:1 unterlag. In der Spielzeit 2008 erreichte man durch eine Platzierung auf dem sechsten Platz dann erstmals seit einigen Jahren wieder nicht die Playoffs. Danach ging es hin und wieder aber auch wieder in die Playoffs, jedoch scheiterte man hier meist bereits in der ersten Runde. Eine Ausnahme bildete hier dann die Saison 2012, wo man es bis ins Championship-Game schaffte. Dort traf man dann auf Forest City London, welchen man jedoch mit 1:2 unterlag. 

### North Carolina Fusion U-23
Zur zweiten Hälfte der 2010er Jahre wurden die Playoff-Teilnahmen dann aber weniger, wovon die letzte in der Saison 2016 stattfand. Zur Saison 2019 wurde man dann ein Ableger des Jugendklubs North Carolina Fusion und spielte von nun an als dessen U-23-Mannschaft weiter, welche den Platz in der nun League Two heißenden Liga auch weiter inne behält. In der South Atlantic Division sicherte man sich mit 26 Punkten gleich schon mit dem ersten Platz, seit langem Mal wieder einen Platz in den Playoffs und kam hier bis ins Conference Final, wo man dann mit 1:2 dem FC Golden State Force unterlag. Nachdem die Saison 2020 aufgrund der COVID-19-Pandemie dann gar nicht erst ausgetragen wurde, kam man in der Saison 2021 wieder auf den ersten Platz und schaffte es sogar in den Playoffs ins nationale Endspiel gegen Des Moines Menace, wo man aber mit 0:1 am Ende unterlag. Auch in der Saison 2022 kam man weit in den Playoffs, musste aber im nationalen Halbfinale bereits mit 0:2 gegen die Long Island Rough Riders diesen Lauf beenden.